# Diary (álbum de Thelma Aoyama)
Diary é um álbum de estúdio da cantora de J-pop Thelma Aoyama, lançado em 26 de março de 2008. O álbum alcançou a terceira posição nas paradas semanais da Oricon por 46 semanas.

## Tracklist[1]
1. "My Beginning"
2. "Soba ni Iru ne feat. SoulJa"
3. "One Way"
4. "My dear friend"
5. "Last Letter"
6. "Rhythm (リズム)"
7. "Good Time Remix feat. Miku from Ya-Kyim"
8. "Higher"
9. "Paradise"
10. "This Day feat. Dohzi-T"
11. "Kono Mama de (このままで; Like This)"
12. "Anata ni Aete Yokatta (あなたに会えてよかった; It Was Nice Knowing You)"
13. "Mama e (ママへ; To Mom)"
14. "Diary"